# The Voice Senior (terza edizione)
La terza edizione di The Voice Senior è andata in onda in prima serata su Rai 1 dal 13 gennaio al 3 marzo 2023 con la conduzione di Antonella Clerici per sette puntate.
La vincitrice è stata Maria Teresa Reale, concorrente del Team Clementino.

## Team
Legenda
- Vincitore
- Secondo classificato
- Terzo classificato
- Quarto classificato

- Eliminato nei Cut
- Eliminato ai Knockout
- Eliminato alla finale

| Coach              | Coach           | Artisti             | Artisti            | Artisti                          | Artisti            |
|                    | Ricchi e Poveri | Emilio Paolo Piluso | Mario Aiudi        | Stefano Borgia                   | Sergio Moltoni     |
| Fabrizio Crico     | Ricchi e Poveri | Augusta Procesi     | Luciano Capurro    | Morena Rosini                    |                    |
| Mary Carmen Scerri | Ricchi e Poveri | Giulia Crocini      | Amelia Milella     | Laura Triesto                    |                    |
|                    | Clementino      | Maria Teresa Reale  | Alex Sure          | Minnie Minoprio                  | Sebastiano Procida |
| Peppe Quintale     | Clementino      | Luigi Raguseo       | Annamaria Bianchi  | Lauro Attardi e Gabriele Iaconis |                    |
| Marco Manusso      | Clementino      | Mario Insegna       | Teresa Laurita     | Fabio Fortini                    |                    |
|                    | Gigi D'Alessio  | Marco Rancati       | Lisa Maggio        | Claudio Morosi                   | Annalisa Beretta   |
| Gianni Conte       | Gigi D'Alessio  | Giuseppe Izzillo    | Tatiana Paggini    | Anna "Ondina" Sannino            |                    |
| Franco Rangone     | Gigi D'Alessio  | Dario Gay           | Carmelo Castobello | Adele Monia Cinquegrana          |                    |
|                    | Loredana Bertè  | Lisa Manosperti     | Ronnie Jones       | Aida Cooper                      | Diego Vilardo      |
| Rosa Alba Pizzo    | Loredana Bertè  | Rossella Coci       | Stefano Peli       | Rosalba Musolino                 |                    |
| Ninni Lo Casto     | Loredana Bertè  | Roberto Coen        | Patrizia Zanetti   | Stefania Belli                   |                    |

## Blind Auditions
- Il coach preme il bottone I Want You
- L'artista è eliminato perché nessun coach preme il bottone I Want You
- L'artista viene scelto per far parte della squadra di questo coach
- L'artista sceglie di far parte della squadra di questo coach

- Blocco esercitato dai Ricchi e Poveri
- Blocco esercitato da Clementino
- Blocco esercitato da Gigi D'Alessio
- Blocco esercitato da Loredana Bertè

### Prima puntata
| Ordine | Artista                          | Canzone (cantante originale)                | Scelte di coach e/o artisti | Scelte di coach e/o artisti | Scelte di coach e/o artisti | Scelte di coach e/o artisti |
| Ordine | Artista                          | Canzone (cantante originale)                | Ricchi e Poveri             | Clementino                  | Gigi D'Alessio              | Loredana Bertè              |
| ------ | -------------------------------- | ------------------------------------------- | --------------------------- | --------------------------- | --------------------------- | --------------------------- |
| 1      | Annalisa Beretta                 | Amor mio (Mina)                             |                             |                             |                             |                             |
| 2      | Laura Triesto                    | Senza un briciolo di testa (Marcella Bella) |                             |                             | -                           | -                           |
| 3      | Marco Rancati                    | Fai rumore (Diodato)                        |                             |                             |                             |                             |
| 4      | Lauro Attardi e Gabriele Iaconis | Mrs. Robinson (Simon & Garfunkel)           | -                           |                             |                             |                             |
| 5      | Lisa Manosperti                  | Almeno tu nell'universo (Mia Martini)       |                             |                             |                             |                             |
| 6      | Stefano Peli                     | Chiamami ancora amore (Roberto Vecchioni)   |                             |                             |                             |                             |
| 7      | Diego Vilardo                    | Purple Rain (Prince)                        |                             |                             |                             |                             |
| 8      | Luciano Capurro                  | 'O sole mio (Capurro, Di Capua e Mazzucchi) |                             |                             |                             | -                           |
| 9      | Sergio Moltoni                   | Cambia un uomo (Marco Mengoni)              |                             |                             |                             |                             |
| 10     | Clara Maria Teresa Serina        | Garota de Ipanema (Antônio Carlos Jobim)    | -                           | -                           | -                           | -                           |
| 11     | Tatiana Paggini                  | Riderà (Little Tony)                        |                             |                             |                             | -                           |
| 12     | Paolo Tarantino                  | Apri tutte le porte (Gianni Morandi)        | -                           | -                           | -                           | -                           |
| 13     | Amelia Milella                   | Lady Marmalade (Labelle)                    |                             |                             | -                           | -                           |

### Seconda puntata
Nella puntata si è esibita, in qualità di ospite, Marcella Bella, con Nell'aria.
| Ordine | Artista                                  | Canzone (cantante originale)                | Scelte di coach e/o artisti | Scelte di coach e/o artisti | Scelte di coach e/o artisti | Scelte di coach e/o artisti |
| Ordine | Artista                                  | Canzone (cantante originale)                | Ricchi e Poveri             | Clementino                  | Gigi D'Alessio              | Loredana Bertè              |
| ------ | ---------------------------------------- | ------------------------------------------- | --------------------------- | --------------------------- | --------------------------- | --------------------------- |
| 1      | Rosa Alba Pizzo                          | Bella senz'anima (Riccardo Cocciante)       |                             |                             |                             |                             |
| 2      | Emilio Paolo Piluso                      | Bella d'estate (Mango)                      |                             |                             |                             |                             |
| 3      | Mario Aiudi                              | The Lady Is a Tramp (Frank Sinatra)         |                             |                             | -                           |                             |
| 4      | Don Bruno Maggioni                       | Nessuno mi può giudicare (Caterina Caselli) | -                           | -                           | -                           | -                           |
| 5      | Rosalba Musolino                         | Io e te da soli (Mina)                      |                             |                             |                             |                             |
| 6      | Sebastiano Procida                       | Stayin' Alive (Bee Gees)                    |                             |                             | -                           | -                           |
| 7      | Anna "Ondina" Sannino                    | La voglia la pazzia (Ornella Vanoni)        |                             |                             |                             | -                           |
| 8      | Alex Sure (vero nome: Alessandro Sicuro) | Lamette (Rettore)                           |                             |                             |                             |                             |
| 9      | Franco Rangone                           | Carina (Fred Buscaglione)                   |                             |                             |                             | -                           |
| 10     | Maria Teresa Reale                       | Non È L'inferno (Emma)                      |                             |                             |                             |                             |
| 11     | Farida (vero nome: Concetta Gangi)       | Vedrai, vedrai (Luigi Tenco)                | -                           | -                           | -                           | -                           |
| 12     | Peppe Quintale                           | Alta marea (Antonello Venditti)             | -                           |                             | -                           | -                           |

### Terza puntata
Nella puntata si è esibita Irene Grandi, in qualità di ospite, col brano E poi... di Mina.
| Ordine | Artista          | Canzone (cantante originale)                   | Scelte di coach e/o artisti | Scelte di coach e/o artisti | Scelte di coach e/o artisti | Scelte di coach e/o artisti |
| Ordine | Artista          | Canzone (cantante originale)                   | Ricchi e Poveri             | Clementino                  | Gigi D'Alessio              | Loredana Bertè              |
| ------ | ---------------- | ---------------------------------------------- | --------------------------- | --------------------------- | --------------------------- | --------------------------- |
| 1      | Lisa Maggio      | Quando ami una donna (Fausto Leali)            |                             |                             |                             |                             |
| 2      | Dario Gay        | Il mare d'inverno (Loredana Bertè)             |                             | -                           |                             | -                           |
| 3      | Ezra Pavan       | Perfect Symphony (Ed Sheeran e Andrea Bocelli) | -                           | -                           | -                           | -                           |
| 4      | Rossella Coci    | Long Train Runnin' (The Doobie Brothers)       |                             |                             |                             |                             |
| 5      | Teresa Laurita   | Bagno a mezzanotte (Elodie)                    | -                           |                             | -                           |                             |
| 6      | Ronnie Jones     | Superstition (Stevie Wonder)                   |                             |                             |                             |                             |
| 7      | Vincenzo Ferrara | Dieci ragazze (Lucio Battisti)                 | -                           | -                           | -                           | -                           |
| 8      | Augusta Procesi  | All by Myself (Céline Dion)                    |                             |                             |                             | -                           |
| 9      | Gianni Conte     | Uomini soli (Pooh)                             |                             |                             |                             | -                           |
| 10     | Giulia Crocini   | Maracaibo (Lu Colombo)                         |                             |                             | -                           | -                           |
| 11     | Ninni Lo Casto   | Ne me quitte pas (Jacques Brel)                |                             |                             |                             |                             |

### Quarta puntata
| Ordine | Artista                 | Canzone (cantante originale)                  | Scelte di coach e/o artisti | Scelte di coach e/o artisti | Scelte di coach e/o artisti | Scelte di coach e/o artisti |
| Ordine | Artista                 | Canzone (cantante originale)                  | Ricchi e Poveri             | Clementino                  | Gigi D'Alessio              | Loredana Bertè              |
| ------ | ----------------------- | --------------------------------------------- | --------------------------- | --------------------------- | --------------------------- | --------------------------- |
| 1      | Giuseppe Izzillo        | New York, New York (Liza Minnelli)            |                             |                             |                             |                             |
| 2      | Mary Carmen Scerri      | Fortissimo (Rita Pavone)                      |                             | -                           | -                           |                             |
| 3      | Carmelo Castobello      | Chiedi chi erano i Beatles (Stadio)           | -                           |                             |                             | -                           |
| 4      | Minnie Minoprio         | Careless Whisper (George Michael)             |                             |                             |                             |                             |
| 5      | Aida Cooper             | Non farti cadere le braccia (Edoardo Bennato) |                             |                             |                             |                             |
| 6      | Annamaria Bianchi       | La Vie en rose (Édith Piaf)                   |                             |                             |                             |                             |
| 7      | Giuseppe Blonna         | Attenti al lupo (Lucio Dalla)                 | -                           | -                           | -                           | -                           |
| 8      | Fabio Fortini           | Light My Fire (The Doors)                     | -                           |                             | -                           | -                           |
| 9      | Adele Monia Cinquegrana | A chi (Fausto Leali)                          |                             | -                           |                             | -                           |
| 10     | Mario Insenga           | You never can tell (Chuck Berry)              |                             |                             | -                           | -                           |
| 11     | Stefano Borgia          | Portati via (Mina)                            |                             |                             |                             | -                           |
| 12     | Patrizia Capone         | Tutt'al più (Patty Pravo)                     | -                           | -                           | -                           | -                           |
| 13     | Roberto Coen            | Try a Little Tenderness (Otis Redding)        |                             |                             | -                           |                             |

### Quinta puntata
| Ordine | Artista          | Canzone (cantante originale)             | Scelte di coach e/o artisti | Scelte di coach e/o artisti | Scelte di coach e/o artisti | Scelte di coach e/o artisti |
| Ordine | Artista          | Canzone (cantante originale)             | Ricchi e Poveri             | Clementino                  | Gigi D'Alessio              | Loredana Bertè              |
| ------ | ---------------- | ---------------------------------------- | --------------------------- | --------------------------- | --------------------------- | --------------------------- |
| 1      | Marco Manusso    | Titanic (Francesco De Gregori)           | -                           |                             | -                           |                             |
| 2      | Patrizia Zanetti | Non ti scordar mai di me (Giusy Ferreri) | -                           | -                           | -                           |                             |
| 3      | Maurizio Tassani | Caruso (Lucio Dalla)                     | -                           | -                           | -                           | -                           |
| 4      | Fabrizio Crico   | Baby Jane (Rod Stewart)                  |                             |                             | -                           | -                           |
| 5      | Luigi Raguseo    | Should I Stay or Should I Go (The Clash) |                             |                             |                             |                             |
| 6      | Claudio Morosi   | Senza una donna (Zucchero)               |                             | N.D.                        |                             |                             |
| 7      | Carmela Testini  | 50mila (Nina Zilli)                      | -                           | N.D.                        | N.D.                        | -                           |
| 8      | Morena Rosini    | Out Here on My Own (Irene Cara)          |                             | N.D.                        | N.D.                        |                             |
| 9      | Monica Bordino   | Torna a casa (Måneskin)                  | N.D.                        | N.D.                        | N.D.                        | -                           |
| 10     | Stefania Belli   | Ho amato tutto (Tosca)                   | N.D.                        | N.D.                        | N.D.                        |                             |

### Bilancio Blind
| Coach           | Numero di Volte: | Numero di Volte: | Numero di Volte: | Numero di Volte:   | Numero di Volte: | Numero di Volte: | Numero di Volte: |
| Coach           | Totale Buzz      | Scelte           | Buzz da solo     | Blocchi effettuati | Blocchi ricevuti | Rifiuti          | No Buzz          |
| --------------- | ---------------- | ---------------- | ---------------- | ------------------ | ---------------- | ---------------- | ---------------- |
| Ricchi e Poveri | 40               | 12               | 0                | 1                  | 0                | 28               | 17               |
| Clementino      | 41               | 12               | 2                | 1                  | 0                | 29               | 13               |
| Gigi D'Alessio  | 32               | 12               | 0                | 0                  | 2                | 20               | 23               |
| Loredana Bertè  | 30               | 12               | 2                | 1                  | 1                | 18               | 29               |

#### Cut
Chiusa la fase delle Blind Auditions, nella quinta puntata i coach hanno dovuto scegliere i migliori 6 artisti del proprio team sui 12 selezionati alle audizioni da portare alla fase dei Knockout, in semifinale.
- Artista che accede ai Knockout
- Artista eliminato durante i Cut

| Coach                            | Coach           | Artisti               | Artisti             | Artisti            | Artisti            | Artisti                 | Artisti         |
| -------------------------------- | --------------- | --------------------- | ------------------- | ------------------ | ------------------ | ----------------------- | --------------- |
|                                  | Ricchi e Poveri | Sergio Moltoni        | Emilio Paolo Piluso | Mario Aiudi        | Augusta Procesi    | Stefano Borgia          | Fabrizio Crico  |
| Laura Triesto                    | Ricchi e Poveri | Luciano Capurro       | Amelia Milella      | Giulia Crocini     | Mary Carmen Scerri | Morena Rosini           |                 |
|                                  | Clementino      | Sebastiano Procida    | Alex Sure           | Maria Teresa Reale | Luigi Raguseo      | Peppe Quintale          | Minnie Minoprio |
| Lauro Attardi e Gabriele Iaconis | Clementino      | Teresa Laurita        | Annamaria Bianchi   | Fabio Fortini      | Mario Insenga      | Marco Manusso           |                 |
|                                  | Gigi D'Alessio  | Annalisa Beretta      | Marco Rancati       | Lisa Maggio        | Gianni Conte       | Giuseppe Izzillo        | Claudio Morosi  |
| Tatiana Paggini                  | Gigi D'Alessio  | Anna "Ondina" Sannino | Franco Rangone      | Dario Gay          | Carmelo Castobello | Adele Monia Cinquegrana |                 |
|                                  | Loredana Bertè  | Lisa Manosperti       | Diego Vilardo       | Rosa Alba Pizzo    | Rossella Coci      | Aida Cooper             | Ronnie Jones    |
| Stefano Peli                     | Loredana Bertè  | Rosalba Musolino      | Ninni Lo Casto      | Roberto Coen       | Patrizia Zanetti   | Stefania Belli          |                 |

## Knockout
La semifinale vede scontrare i 24 talenti rimasti in gara nei Knock Out, i quali determineranno i dodici finalisti del programma. Le sfide si svolgono fra tre concorrenti dello stesso team che si confrontano sul palco cantando ognuno il brano assegnatogli dal coach, il quale alla fine deciderà se far passare uno o due cantanti alla fase finale. Al termine dei K.O. tre concorrenti per squadra arriveranno in finale.
| Ordine | Coach           | Artista             | Canzone (cantante originale)                               |
| ------ | --------------- | ------------------- | ---------------------------------------------------------- |
| 1      | Gigi D'Alessio  | Lisa Maggio         | Sei nell'anima (Gianna Nannini)                            |
| 1      | Gigi D'Alessio  | Giuseppe Izzillo    | Estate (Bruno Martino)                                     |
| 1      | Gigi D'Alessio  | Marco Rancati       | Pazza idea (Patty Pravo)                                   |
| 2      | Loredana Bertè  | Rossella Coci       | Fiori rosa fiori di pesco (Lucio Battisti)                 |
| 2      | Loredana Bertè  | Rosa Alba Pizzo     | Sally (Vasco Rossi)                                        |
| 2      | Loredana Bertè  | Lisa Manosperti     | Piccolo uomo (Mia Martini)                                 |
| 3      | Clementino      | Maria Teresa Reale  | Oggi sono io (Alex Britti)                                 |
| 3      | Clementino      | Luigi Raguseo       | Andamento lento (Tullio De Piscopo)                        |
| 3      | Clementino      | Minnie Minoprio     | Over the rainbow (Judy Garland)                            |
| 4      | Ricchi e Poveri | Mario Aiudi         | Quando quando quando (Tony Renis)                          |
| 4      | Ricchi e Poveri | Emilio Paolo Piluso | Io per lei (Pino Daniele)                                  |
| 4      | Ricchi e Poveri | Augusta Procesi     | Never, Never, Never (Shirley Bassey)                       |
| 5      | Loredana Bertè  | Aida Cooper         | The Best (Tina Turner)                                     |
| 5      | Loredana Bertè  | Diego Vilar         | L'emozione non ha voce (Adriano Celentano)                 |
| 5      | Loredana Bertè  | Ronnie Jones        | Sexual Healing (Marvin Gaye)                               |
| 6      | Ricchi e Poveri | Stefano Borgia      | La leva calcistica della classe '68 (Francesco De Gregori) |
| 6      | Ricchi e Poveri | Sergio Moltoni      | Domenica bestiale (Fabio Concato)                          |
| 6      | Ricchi e Poveri | Fabrizio Crico      | (Everything I Do) I Do It for You (Bryan Adams)            |
| 7      | Gigi D'Alessio  | Claudio Morosi      | You Can Leave Your Hat On (Joe Cocker)                     |
| 7      | Gigi D'Alessio  | Annalisa Beretta    | Volevo scriverti da tanto (Mina)                           |
| 7      | Gigi D'Alessio  | Gianni Conte        | Mi manchi (Fausto Leali)                                   |
| 8      | Clementino      | Alex Sure           | Bollicine (Vasco Rossi)                                    |
| 8      | Clementino      | Peppe Quintale      | A me me piace 'o blues (Pino Daniele)                      |
| 8      | Clementino      | Sebastiano Procida  | Vento nel vento (Lucio Battisti)                           |

## Finale
La finale è andata in onda in diretta il 3 marzo 2023. La competizione si svolge in due fasi, entrambe giudicate dai telespettatori attraverso il televoto. Nella prima fase i dodici talenti finalisti si esibiscono in una cover assegnata dal loro coach. I quattro artisti più votati hanno accesso, successivamente, alla seconda fase, in cui ciascuno degli artisti "super-finalisti" presenta il proprio cavallo di battaglia. Al termine delle esibizioni il televoto viene chiuso e viene proclamato il vincitore.
- Ospite: Fiorella Mannoia
- Canzoni cantate dall'ospite: Come si cambia/Che sia benedetta/Quello che le donne non dicono

Prima fase
- Artista che passa alla seconda fase
- Artista eliminato

| Ordine | Coach           | Artista             | Canzone (cantante originale)                    | Televoto |
| ------ | --------------- | ------------------- | ----------------------------------------------- | -------- |
| 1      | Gigi D'Alessio  | Lisa Maggio         | Se telefonando (Mina)                           | 7,17%    |
| 2      | Ricchi e Poveri | Stefano Borgia      | Il cielo (Renato Zero)                          | 8,51%    |
| 3      | Gigi D'Alessio  | Marco Rancati       | The Great Pretender (Freddie Mercury)           | 5,48%    |
| 4      | Clementino      | Maria Teresa Reale  | Un'emozione da poco (Anna Oxa)                  | 20,82%   |
| 5      | Loredana Bertè  | Ronnie Jones        | You Are the Sunshine of My Life (Stevie Wonder) | 3,25%    |
| 6      | Loredana Bertè  | Lisa Manosperti     | La donna cannone (Francesco De Gregori)         | 14,83%   |
| 7      | Clementino      | Minnie Minoprio     | Sex Bomb (Tom Jones)                            | 1,86%    |
| 8      | Gigi D'Alessio  | Claudio Morosi      | Perdere l'amore (Massimo Ranieri)               | 8,31%    |
| 9      | Ricchi e Poveri | Mario Aiudi         | I've Got You Under My Skin (Frank Sinatra)      | 3,85%    |
| 10     | Ricchi e Poveri | Emilio Paolo Piluso | Con il nastro rosa (Lucio Battisti)             | 9,71%    |
| 11     | Clementino      | Alex Sure           | Un giorno mi dirai (Stadio)                     | 11,95%   |
| 12     | Loredana Bertè  | Aida Cooper         | E non finisce mica il cielo (Mia Martini)       | 4,25%    |

Seconda fase
- Vincitore
- Secondo classificato
- Terzo classificato
- Quarto classificato

| Ordine | Coach           | Artista             | Canzone (cantante originale)          | Televoto |
| ------ | --------------- | ------------------- | ------------------------------------- | -------- |
| 1      | Clementino      | Maria Teresa Reale  | Oggi sono io (Mina/Alex Britti)       | 34,19%   |
| 2      | Loredana Bertè  | Lisa Manosperti     | Almeno tu nell'universo (Mia Martini) | 23,07%   |
| 3      | Ricchi e Poveri | Emilio Paolo Piluso | Bella d'estate (Mango)                | 19,70%   |
| 4      | Clementino      | Alex Sure           | Lamette (Rettore)                     | 23,04%   |

## Ascolti
| Puntata | Puntata                | Messa in onda    | Ospiti           | Telespettatori | Share  |
| ------- | ---------------------- | ---------------- | ---------------- | -------------- | ------ |
| 1       | Blind Audition 1       | 13 gennaio 2023  | –                | 3 777 000      | 23,26% |
| 2       | Blind Audition 2       | 20 gennaio 2023  | Marcella Bella   | 4 032 000      | 23,80% |
| 3       | Blind Audition 3       | 1º febbraio 2023 | Irene Grandi     | 3 844 000      | 22,04% |
| 4       | Blind Audition 4       | 3 febbraio 2023  | –                | 4 065 000      | 24,57% |
| 5       | Blind Audition 5       | 17 febbraio 2023 | –                | 3 602 000      | 21,18% |
| 6       | Knock Out - Semifinale | 24 febbraio 2023 | –                | 3 897 000      | 25,21% |
| 7       | Finale                 | 3 marzo 2023     | Fiorella Mannoia | 3 644 000      | 23,56% |
| Media   | Media                  | Media            | Media            | 3 837 000      | 23,37% |